# Szűcs Zoltán

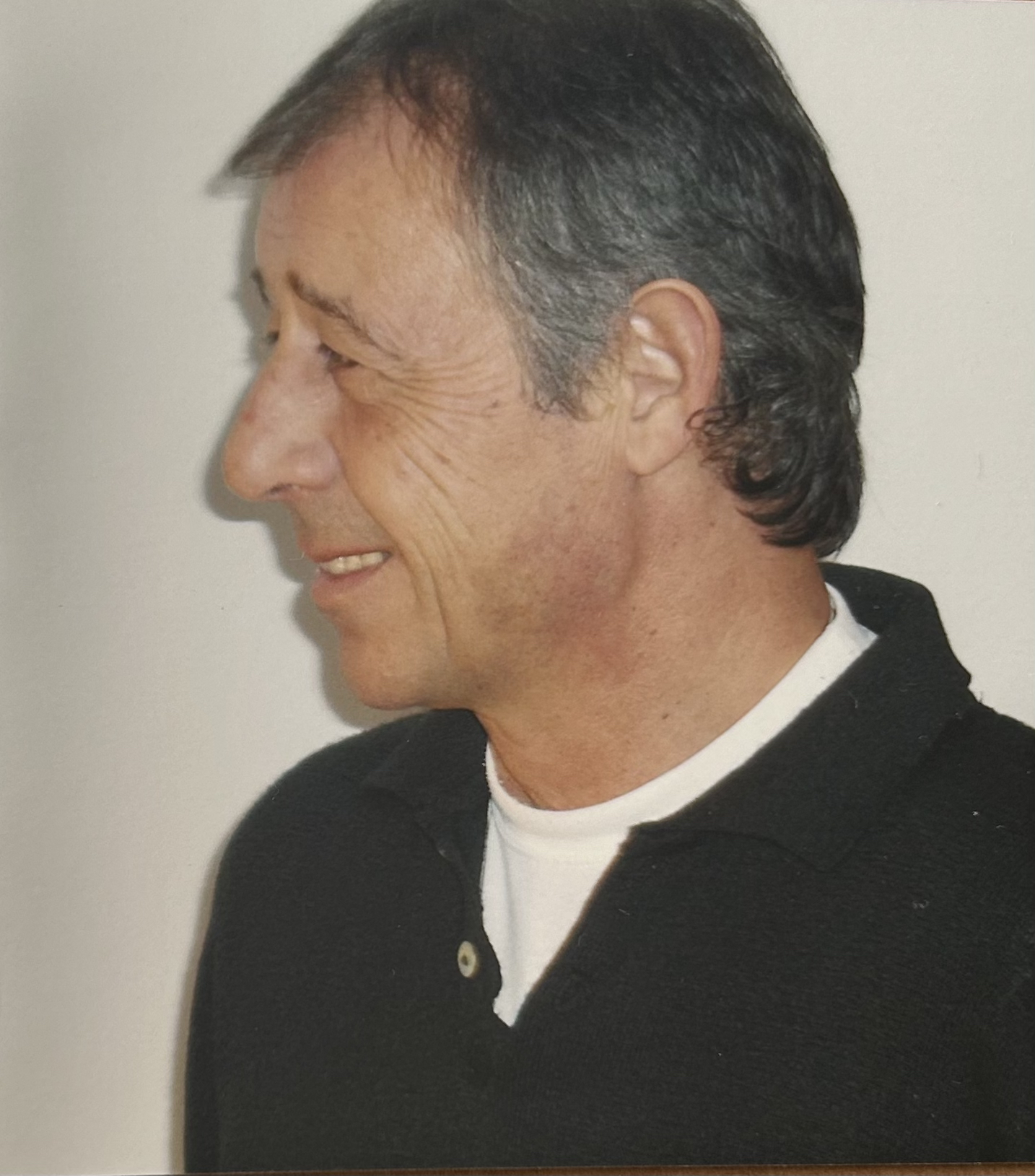
Szűcs Zoltán trombitaművész-tanár

Szűcs Zoltán (1948. január 16., Nagykőrös - 2023. december 2., Vác) trombitaművész-tanár. A Liszt Ferenc Zeneművészeti Egyetem Trombita Tanszakának adjunktusa, nyugdíjas oktatója
Szülővárosában Nagykőrösön járt általános iskolába, ahol Simon István karnagy figyelt fel tehetségére 6 és kezdte el zenei oktatását. Első zenekar élményét a Nagykőrösi Konzervgyár fúvószenekarában szerezte. 
Középiskolai tanulmányait a szegedi Tömörkény István Gimnáziumban, egyetemi tanulmányait Budapesten, a Zeneakadémián végezte. 
1969-1981-ig a Magyar Állami Operaház első trombitása. 1981-től a Kobajasi Kenicsiró nevével fémjelzett Magyar Állami Hangversenyzenekar (a mai Nemzeti Filharmonikusok elődje), 1983-tól a Fesztiválzenekar, a Liszt Ferenc Kamarazenekar, a Magyar Rézfúvós Együttes trombitaművésze. 
1976-ban, mindössze 28 évesen már óraadó tanár volt a Zeneakadémián 7 Három és fél évtizeden átívelő pedagógusi pályafutása alatt tehetséges diákok tucatjai kerültek ki a keze alól, többek között Préda László, Winkler Balázs 5.  vagy Boldoczki Gábor. Első végzős diákja Pecze István, utolsó, majd 30 évvel később, első diákjának fia, Pecze Balázs. 
Aktív szimfonikus zenekari munkájának elismeréseképpen trombitaversenyek zsűrijébe hívták. Nemzetközi szinten 1990-ben Londonban, 2000-ben Toulouse-ban, 2006-ban az olaszországi Porciában képviselte a magyar trombitaművészetet. A magyarországi Főiskolai-Egyetemi Trombitaversenyek visszatérő zsűrielnöke vagy elnökségének tagja.
2011-ben nyugdíjba vonult.
2023. December 2-n rövid betegséget követően elhunyt 8